# جون هيل (لاعب كرة قدم مواليد 1950)
جون هيل (بالإنجليزية: John Hill)‏ (مواليد 7 يناير 1950) هو لاعب كرة قدم. يلعب مع منتخب نيوزيلندا لكرة القدم. سبق له أن لعب في كأس العالم لكرة القدم مع منتخب بلاده.

## روابط خارجية
- جون هيل على موقع الاتحاد الدولي (مؤرشف)  (الإنجليزية)
- جون هيل على موقع قاعدة بيانات كرة القدم.إي يو (الإنجليزية)
- جون هيل على موقع ناشيونال فوتبول تيمز (الإنجليزية)
- جون هيل على موقع Soccerway.com (الإنجليزية)
- جون هيل على موقع عالم كرة القدم.نت (الإنجليزية)